# جو فوغلر
جو فوغلر (بالإنجليزية: Joe Vogler) هو سياسي أمريكي، ولد في 24 أبريل 1913 في بارنز في الولايات المتحدة، وتوفي في 31 مايو 1993 في ألاسكا في الولايات المتحدة. حزبياً، نشط في حزب الاستقلال الألاسكي.